# Steve Jackson (designer de jogos britânico)
Steve Jackson (Manchester, 1951) é um escritor e empresário britânico do ramo de jogos.
Em 1975, fundou a empresa de jogos Games Workshop com Ian Livingstone, e ambos criaram a série de livro-jogos Fighting Fantasy, que no Brasil e em Portugal recebeu o nome de Aventuras Fantásticas.
Ele costuma ser confundido com o estadunidense Steve Jackson (criador do GURPS). O Jackson americano escreveu três livros para a série Aventuras Fantásticas  e os livros nem sequer destacam que se trata de um outro Steve Jackson.